# Leeland
Leeland je americká hudební kapela, hrající zejména křesťanský rock. Pochází z města Baytown v Texasu. Kapela byla založena v roce 2004, ale zpěvák Leeland Mooring, psal písně již dopředu. Členové jsou: Leeland Mooring (zpěv, kytara), jeho bratr Jack Mooring (zpěv, klávesy), Matt Campbell (kytara), Jake Holtz (baskytara) a Mike Smith (bicí). V původní sestavě kapely byl i Jeremiah Wood, ten ale na konci roku 2006 kapelu opustil a byl na jaře roku 2007 nahrazen kytaristou jménem Matt Campbell. leeland vydali tři studiová alba, dosáhli nominace na Grammy Award a dvě nominace na Dove Award za jejich debutové album "Sound of Melodies"(2006). Dále vydali album "Oposite way" (2008) a jako poslední album, vydali "Love is on the move", které vyšlo 25.7.2009.

## Vznik skupiny
Hlavní zpěvák, Leeland Mooring, napsal svou první píseň "Shine" v 11 letech. Po jeho úspěšném vystoupení s touto písní v kostele v Illinois, začala rodina Mooringů turné po Spojených státech. Když mu bylo 14, se stal finalistou v kategorii napsání písně a umělec v soutěži Embassy Music’s Ultimate Talent Search v Nashvillu. Ačkoli soutěž nevyhrál, jeden z porotců soutěže, Kent Coley, nyní manažer kapely, se začal zajímat o malého Leelanda. O rok později, Eddie DeGarmo, Prezident EMI CMG(Capitol Music Group) Publishing, se také začal zajímat o Mooringa a oba podepsali kontrakt. O méně než jeden rok, Leeland Mooring, jeho starší bratr Jack Mooring, jeho bratranec Jake Holtz a přátelé Jeremiah Wood a Mike Smith, které Mooring znal několik let, se oficiálně zapsali jako kapela do jejich vlastní nahrávací společnosti Essential Records, dceřiné společnosti Sony BMG Provident Label Group. Pět členů začalo cvičit v noci, v kostelní budově po mládežnickém klubu, která se rozšířila na pohřební síň. Leelandovo jméno bylo použito pro název kapely, protože ostatní z kapely řekli že to zní "cool".

## Ocenění
nominace Grammy Award
- 2007: Best Pop/Contemporary Gospel Album – Sound of Melodies
- 2008: Best Pop/Contemporary Gospel Album – Opposite Way
- 2009: Best Pop/Contemporary Gospel Album – Love is on the Move

nominace GMA Dove Award
- 2007: New Artist of the Year
- 2007: Rock/Contemporary Recorded Song of the Year – "Sound of Melodies"
- 2007: Worship Song of the Year – "Yes You Have"
- 2007: Praise & Worship Album of the Year – Sound of Melodies
- 2007: Rock/Contemporary Album of the Year – Sound of Melodies
- 2008: Song of the Year – "Tears of the Saints"
- 2008: Pop/Contemporary Recorded Song of the Year – "Tears of the Saints"
- 2009: Praise & Worship Album of the Year – Opposite Way

## Diskografie

### Studiová alba
| Rok  | Název               | Label(s)  | Pozice v hitparádě | Pozice v hitparádě | Pozice v hitparádě         | Pozice v hitparádě       | Pozice v hitparádě |
| Rok  | Název               | Label(s)  | US Billboard 200   | US Heatseekers     | US Nejlepší nezávislá alba | Nejlepší křesťanská alba | NZ Album Charts    |
| ---- | ------------------- | --------- | ------------------ | ------------------ | -------------------------- | ------------------------ | ------------------ |
| 2006 | Sound of Melodies   | Essential | –                  | #2                 | –                          | #14                      | –                  |
| 2008 | Opposite Way        | Essential | #72                | –                  | #9                         | #4                       | –                  |
| 2009 | Love is on the Move | Reunion   | #84                | –                  | –                          | #5                       | #21                |

#### Ostatní alba
- 2006: Sound of Melodies 5-song 12" Limited Edition Vinyl – (Essential Records)

### Singly
| Rok  | Název                 | Prestižní umístění                | Album               |
| ---- | --------------------- | --------------------------------- | ------------------- |
| 2006 | "Sound of Melodies"   |                                   | Sound of Melodies   |
| 2006 | "Tears of the Saints" |                                   | Sound of Melodies   |
| 2006 | "Yes You Have"        |                                   | Sound of Melodies   |
| 2007 | "Reaching"            |                                   | Sound of Melodies   |
| 2007 | "Count Me In"         | #10 on CHR Radio (March 5, 2008)  | Opposite Way        |
| 2008 | "Opposite Way"        |                                   | Opposite Way        |
| 2009 | "Follow You"          | #18 Billboard Hot Christian Songs | Love is On the Move |
| 2010 | "New Creation"        |                                   | Love is On the Move |

### Kompilace
- 2006: WOW Hits 2007 - "Sound of Melodies" (EMI)
- 2007: X2008 – "Reaching" (BEC Recordings)
- 2007: WOW Hits 2008 - "Tears of the Saints" (EMI)
- 2008: WOW Hits 2009 - "Count Me In" (EMI)
- 2009: Fireproof Original Motion Picture Soundtrack - "Brighter Days" (Reunion Records)